# Teatre Candilejas
El Teatre Candilejas de Barcelona fou un espai teatral ubicat en el número 26 de la Rambla de Catalunya, cantonada amb el carrer de la Diputació, de Barcelona, al soterrani del que també fou Teatre Calderón. Ocupava el local que havia estat la Bodega del Calderón. Ramir Bascompte en fou el director. Inaugurat amb el sobrenom de teatre de butxaca, el dissabte dia 21 de desembre de 1957, tancà les portes el dia 15 de maig de 1967.
Durant la dècada que va romandre obert s'hi van representar desenes d'obres de teatre en castellà sobretot, però també en català i francès, entre les quals: Vuelve pequeña Sheba, de William Inge, versió de Xavier Regàs, que va ser l'espectacle inaugural, amb Carmen Prendes; Isabel y el pelícano, de Marcel Franck, versió d'E. Guitérrez Roig; Cándida, de Bernard Shaw; Le gardien du tombeau, de Franz Kafka, Comment s'en debarraser, d'Eugène Ionesco; Las palmeras de plomo, d'Enric Ortenbach; No hay camino, de Josep Maria Muñoz Pujol; Idilio en au petit bonheur, de Marc-Gilbert Sauvajon, versió de Xavier Regàs; Skanina, de Rafael Bertran Montserrat; Mambrú se va a la guerra, de Marcel Achard; Mirando hacia atrás con ira, de John Osborne; Ana Kleiber, d'Alfonso Sastre; Gulliver en la luna, de Josep Castillo i Escalona i Xavier Fàbregas; La fortuna de Sílvia, de Josep Maria de Sagarra; El tren de Liverpool, de Rafael Bertran Montserrat o El senyor Perramon, adaptació feta per Josep Maria de Sagarra de L'avare de Molière i interpretada per Joan Capri en el paper protagonista, i El fiscal Requesens, també de Sagarra, un dels grans èxits que va tenir el teatre. La corista (Nacida ayer), comèdia musical de Carson Kanin, va tancar el teatre.
Hi van fer el seu debut absolut actors com Julián Mateos i Núria Torray.
La finca que ocupaven el teatre Calderón, el teatre Candilejas i el Cine Cristina va ser adquirida l’any 1967 per una entitat bancària que l'enderrocaria per construir-hi l'hotel Calderón.